# Norwegian Air Argentina
Norwegian Air Argentina (codi IATA: DN; codi OACI: NAA; indicatiu: NORUEGA) és una aerolínia de baix cost de l'Argentina. Fundada el gener de 2017, opera Boeing 737-800 amb bases a Buenos Aires i Còrdova. Tots els avions estan registrats a l'Argentina.